# St. Antonius Eremit (Dormecke)

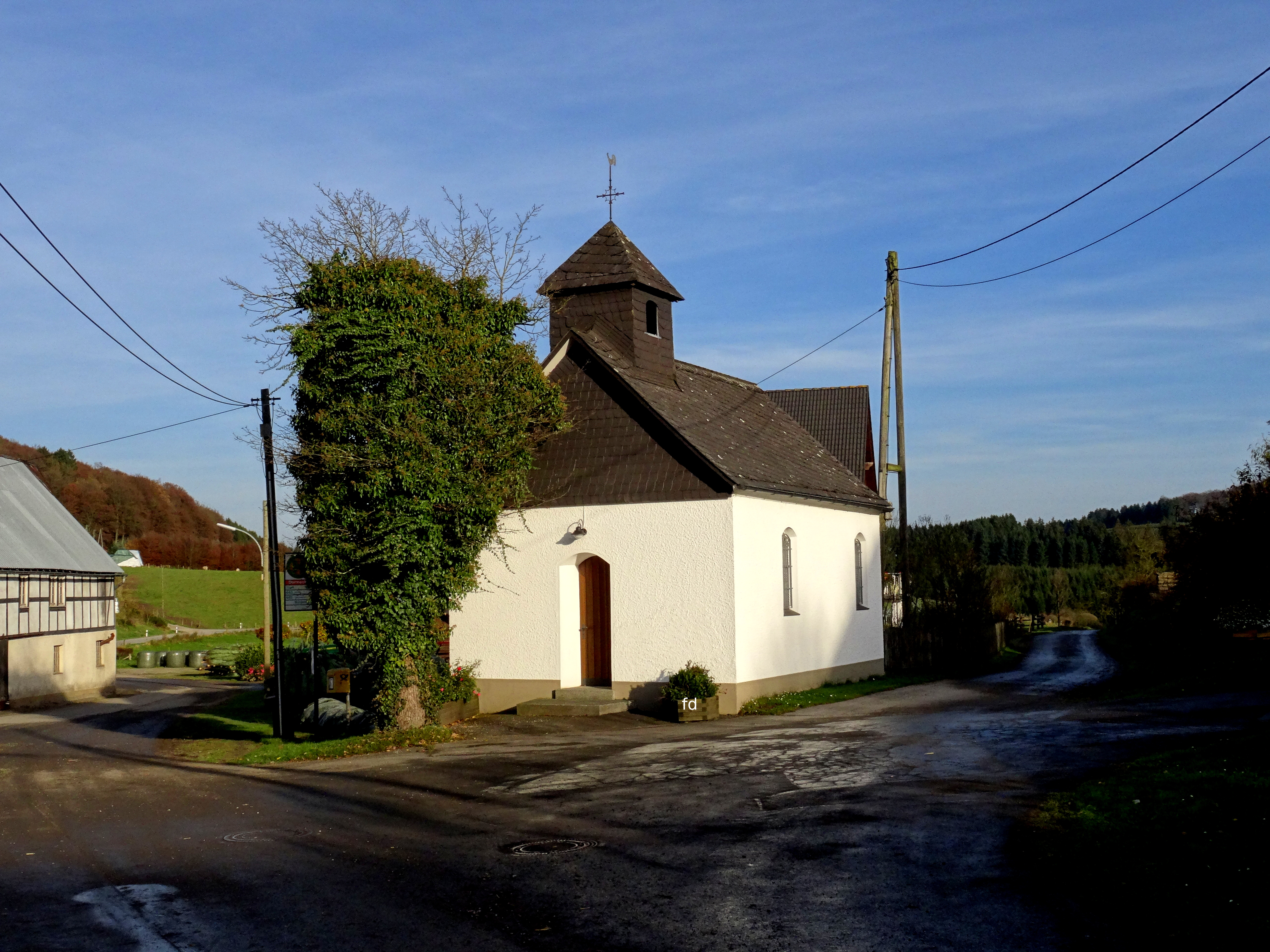
St. Antonius Eremit in Dormecke

Die katholische Kapelle St. Antonius Eremit ist ein denkmalgeschütztes Kirchengebäude in Dormecke, einem Ortsteil von Eslohe im Hochsauerlandkreis (Nordrhein-Westfalen).

## Geschichte und Architektur
Der kleine verputzte Saal mit dreiseitigem Schluss wurde im 17. Jahrhundert errichtet. Zur bemerkenswerten Ausstattung gehört ein dreiteiliger Altarschrein in Renaissanceformen mit reichem Schnitzwerk. Er wurde in der Mitte des 16. Jahrhunderts geschaffen. Die in der Mittelnische thronende Madonna aus Holz, mit Bekleidung in elegantem Faltenschwung, wurde im ersten Viertel des 14. Jahrhunderts geschnitzt. 1973 wurde sie bis auf den Holzkern freigelegt und holzsichtig belassen. Nur Reste der ursprünglichen Fassung sind noch erhalten. 2012/13 wurde sie, da die Farbreste keine Aussagen über eine frühere Fassung zuließen, in Anlehnung an entstehungszeitliche Vorbilder neu gefasst. Die Holzfigur des hl. Jakobus stammt vom Ende des 15. Jahrhunderts, die des hl. Petrus von der ersten Hälfte des 16. Jahrhunderts.